# Cabera toulgoeti
Cabera toulgoeti är en fjärilsart som beskrevs av Claude Herbulot 1956. Cabera toulgoeti ingår i släktet Cabera och familjen mätare. Inga underarter finns listade i Catalogue of Life.